# Rạch Trà Tân

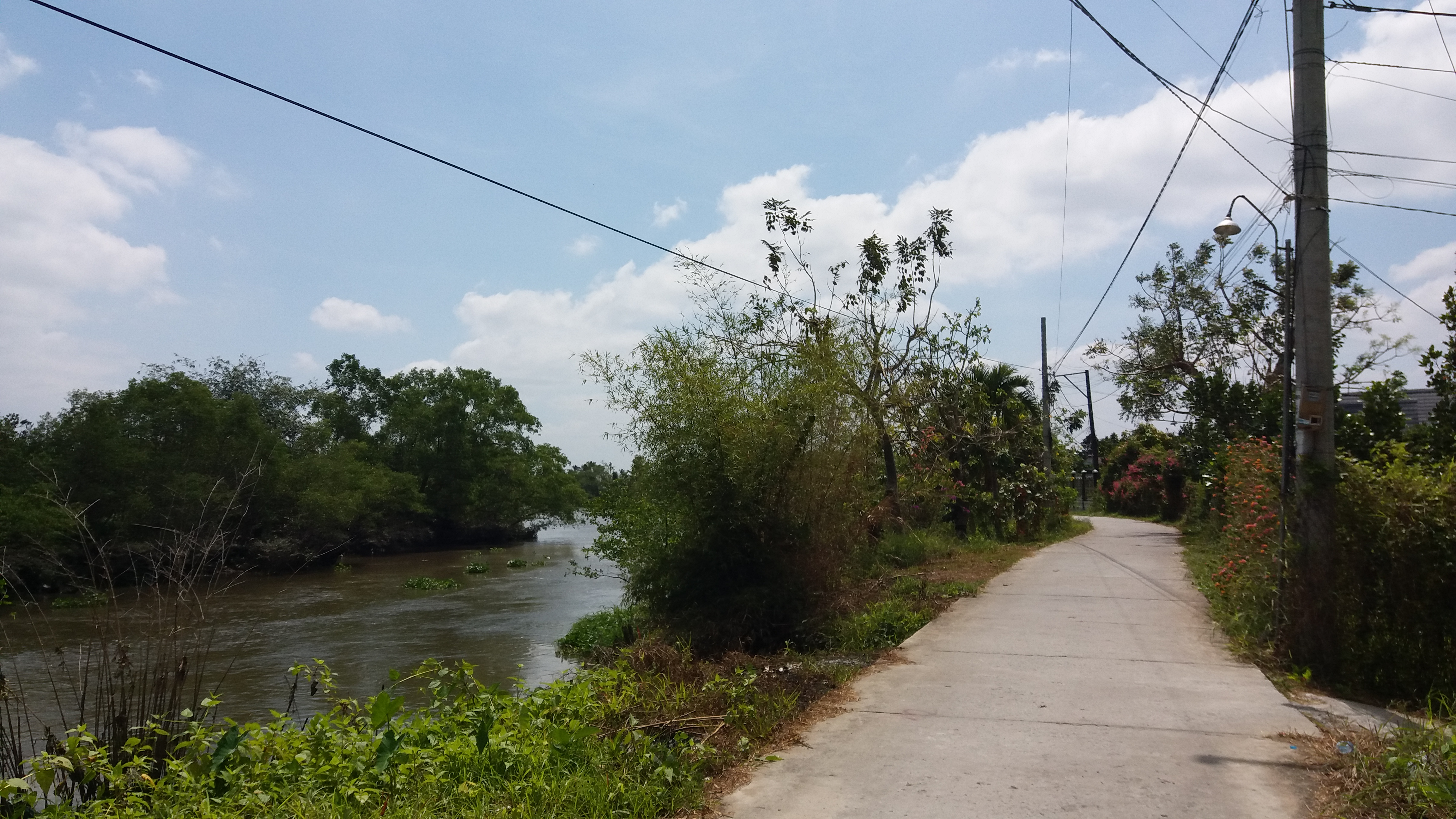
Rạch Trà Tân

Rạch Trà Tân hay sông Trà Tân là một phân lưu nhỏ của sông Tiền. Rạch này chảy hoàn toàn trên địa phận huyện Cai Lậy, tỉnh Tiền Giang.

## Tên gọi
Rạch Trà Tân ngày xưa có tên gọi khác là Trà Luật, Tà Luật, Trà Suốt, có liên quan đến các địa danh lịch sử trong chiến tranh chống Xiêm vào năm 1785. Tuy nhiên, các địa danh đó trong một thời gian dài bị nhầm lẫn là sông Trà Lọt tại Cái Bè.

## Tự nhiên
Cửa rạch Trà Tân là ngã ba Cà Tân, giao với sông Năm Thôn, một phân lưu của sông Tiền do cù lao Ngũ Hiệp tạo nên. Rạch chảy hoàn toàn trên địa phận xã Long Trung, huyện Cai Lậy, từ ngã ba Cà Tân rạch chảy theo hướng bắc, đến chợ Ba Dừa, trung tâm của xã Long Trung, rồi đổi sang hướng đông, chảy qua chợ Cây bã đậu, ngay vị trí cầu Thầy Cai có đường tỉnh 868 chạy qua. Chiều dài khoảng 7,5 km. Độ sâu trung bình của rạch là 4–5 m, độ sâu gần vàm là 7–8 m. Vàm Trà Tân rộng khoảng 50 m. Từ vàm đi vào khoảng 600 m là cầu Trà Tân, có tỉnh lộ 864 chạy qua, bờ phải là chợ Hưng Long, một chợ buôn bán nhỏ.
Từ cầu Thầy Cai dòng chảy nối tiếp về phía đông được gọi là kênh Bang Lợi.

## Lịch sử
Từ tháng 12 năm 1784, Lê Văn Quân đã chỉ huy quân chúa Nguyễn đánh nhau với quân Tây Sơn ở ven sông Ba Lai (Bến Tre) và tấn công đồn Trà Luật của Tây Sơn.
Vào năm 1785, khu vực rạch này là địa điểm đóng quân của quân Xiêm trong cuộc chiến tranh chống Tây Sơn. Các đồn lũy quân Xiêm kéo dài từ khu vực sông Trà Lọt ở hướng tây, kéo dài đến đây.
Ngày 23 tháng 11 năm 1940, địa bàn xảy ra các cuộc tấn công của Việt Minh trong Khởi nghĩa Nam Kỳ. Đỗ Văn Nuôi chỉ huy Việt Minh đã cho đốt cháy cầu Trà Tân bắc qua con rạch này, sau đó cùng nhiều cánh quân khác của Việt Minh tiến đến chợ Ba Dừa. Đến tháng 5 năm 1941 thì quân khởi nghĩa bị đánh bại.